# Estadio Municipal de Los Ángeles
El Estadio Municipal de Los Ángeles está ubicado en la ciudad de Los Ángeles, Chile. Tiene una capacidad de 4150 espectadores y ahí juega sus partidos de local el Club Deportivo Social y Cultural Iberia, que participa en la Tercera División A y el Club Unión Santa María de Los Ángeles que participó también durante un tiempo en la Tercera División A.
Fue durante un largo período denominado como Estadio Fiscal, pasando a ser propiedad del municipio de Los Ángeles a mediados de la década de los noventa. Está ubicado en la calle Estadio, frente a la Laguna Esmeralda. Además de actividades deportivas, en él se han realizado variadas actividades culturales, musicales, religiosas y políticas.
En el mes de agosto del 2010 se inauguró la nueva pista atlética sintética, la cual reemplaza a la antigua pista de ceniza. Esta pista tuvo una inversión de $337 352 972 que fueron aportados por el Instituto Nacional del Deporte.
En cuanto a las características de la pista, tiene 8 carriles de 400 metros además de fosos para salto largo y triple y para el lanzamiento de la bala, martillo y disco.

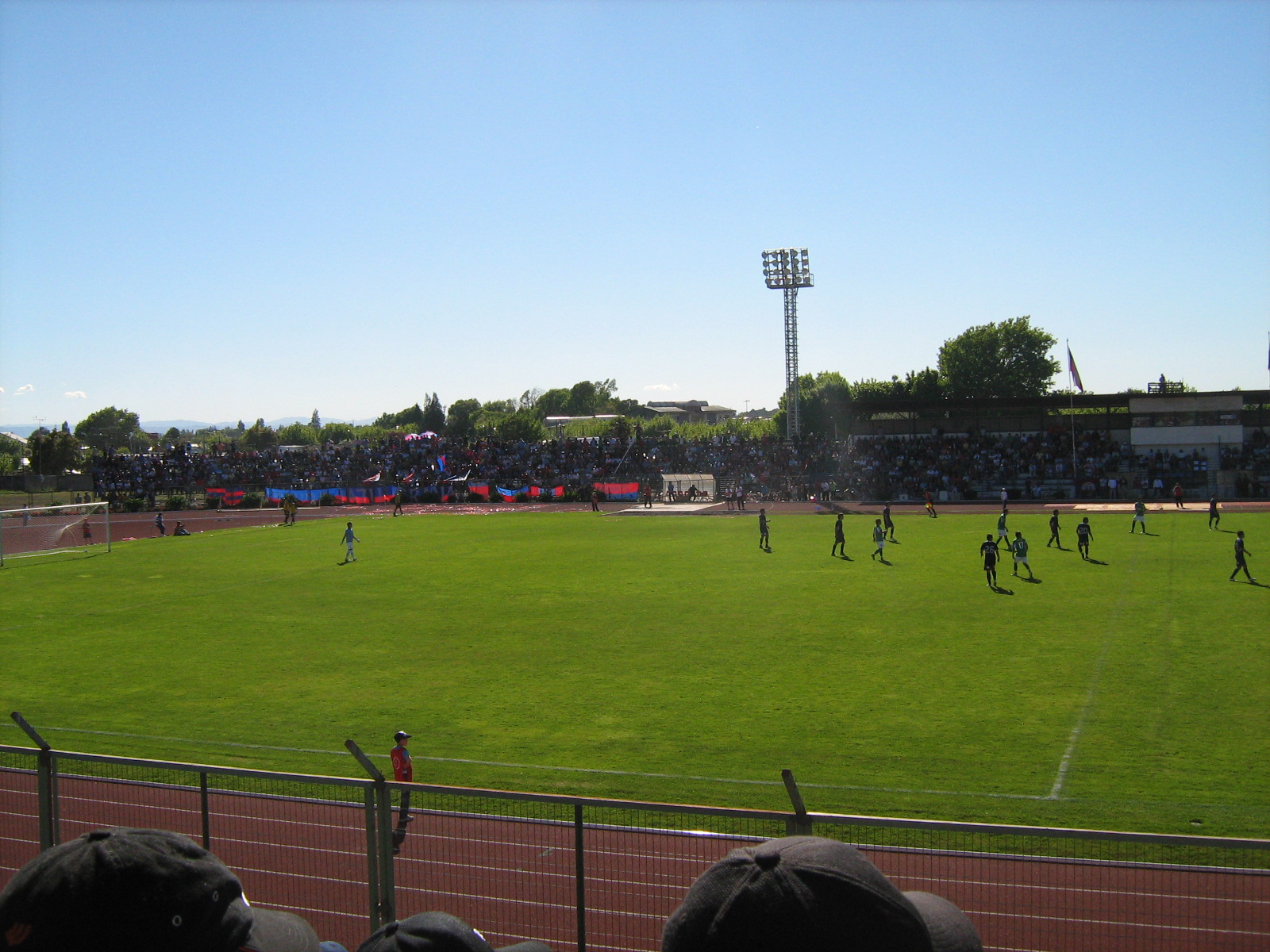
Iberia v/s Trasandino 2010
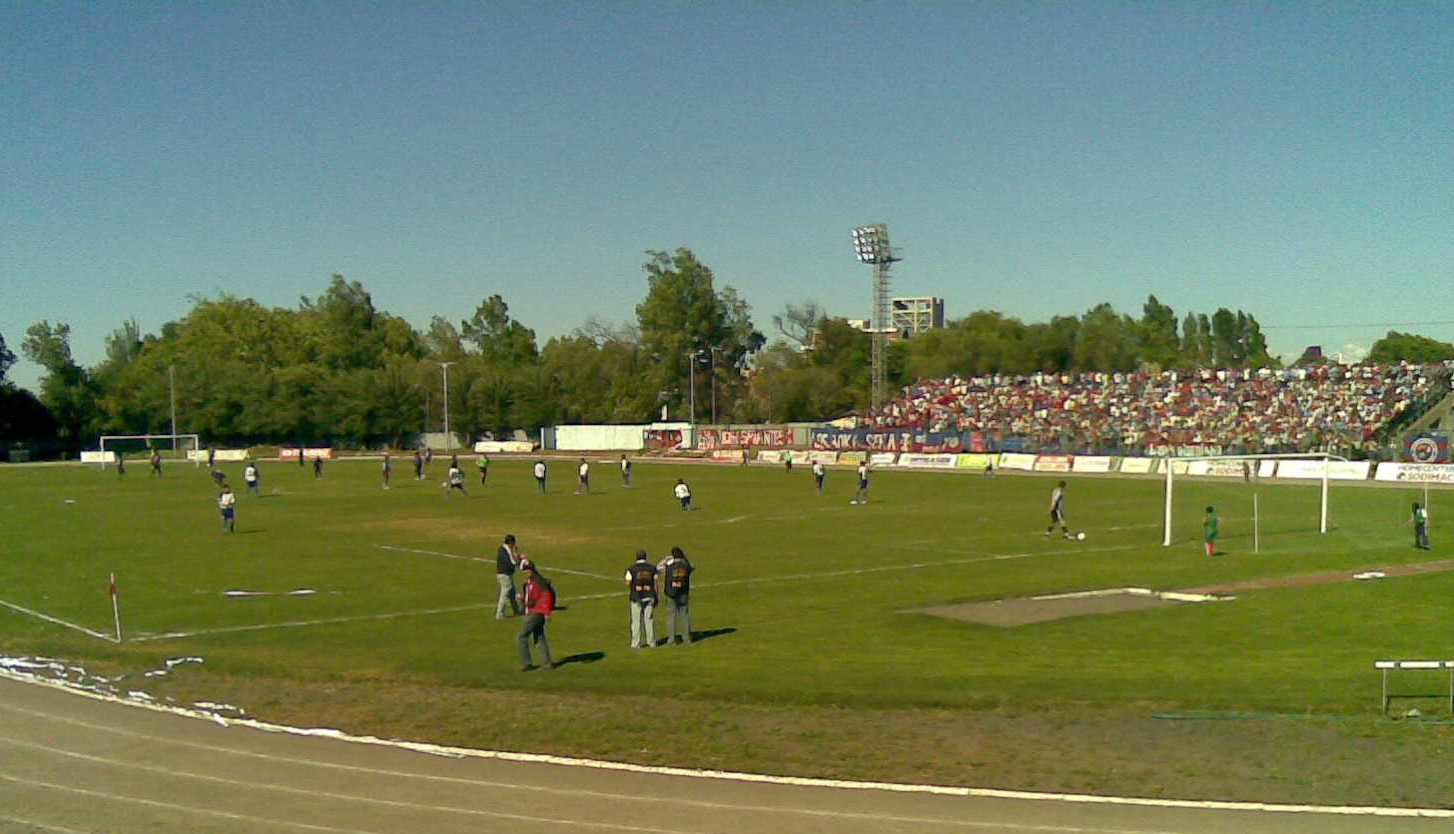
Antiguo aspecto del Municipal Angelino